# La Vanguardia
La Vanguardia é um jornal diário espanhol, fundado em 1881. É impresso em espanhol e, desde 3 de maio de 2011, também em catalão (Uma cópia em espanhol é traduzida automaticamente para o catalão). Tem a sua sede em Barcelona e é o principal jornal da Catalunha.
La Vanguardia, apesar de ser distribuído principalmente na Catalunha, tem a quarta maior circulação da Espanha entre os jornais de interesse geral, atrás apenas dos três principais diários de Madrid - El País, El Mundo e ABC, todos jornais nacionais com escritórios e edições locais em todo o o país.
Sua linha editorial inclina-se para o centro da política e é moderada em suas opiniões, embora na Espanha franquista tenha seguido a ideologia franquista e até hoje tenha sensibilidades católicas e fortes laços com a nobreza espanhola através da família Godó.